# Blamotokore
Blamotokore est une localité du Cameroun située dans l'arrondissement de Bogo, le département du Diamaré et la région de l’Extrême-Nord.

## Population
En 1975, la localité comptait 60 habitants, des Kanouri.
Lors du recensement de 2005, on y a dénombré 114 personnes.